# Убани (Жинвали)
Убани (груз. უბანი) — село в Грузии, на территории Душетского муниципалитета края (мхаре) Мцхета-Мтианети.

## География
Село находится в северо-восточной части Грузии, на восточном склоне Гудамакарского хребта, на берегах реки Хорхи (впадает в Жинвальское водохранилище), на расстоянии приблизительно 16 километров (по прямой) к северо-востоку от города Душети, административного центра муниципалитета. Абсолютная высота — 1530 метров над уровнем моря.

## Население
По результатам официальной переписи населения 2014 года постоянное население в Убани отсутствовало.
| Год  | Население, человек |
| ---- | ------------------ |
| 2002 | 8                  |
| 2014 | ↘ 0                |